# Evangelische Gottfried-Forck-Grundschule
Die Evangelische Gottfried-Forck-Grundschule ist eine private Grundschule im Cottbuser Stadtteil Ströbitz und die erste christliche Schule der Stadt. Trägerin ist die Evangelische Kirche Berlin-Brandenburg-schlesische Oberlausitz.
Die Schule wurde 1912 als „Ströbitzer Gemeindeschule“ erbaut, und im Jahr 2000 vom Diakonischen Werk übernommen, im selben Jahr erhielt sie den Namen des 1996 verstorbenen evangelischen Bischofs Gottfried Forck.

## Baubeschreibung
Die Schule ist ein dreigeschossiger Backsteinbau mit überstehendem Walmdach und Rundbogenfenstern im ersten und zweiten Stock sowie viereckige Sprossenfenstern im Dachgeschoss. Die Fenster im Treppenhaus können auf Kettenzugbasis geöffnet und verschlossen werden. Später wurde an der Rückseite wurde eine von allen Etagen zugängige Fluchttreppe montiert. Das Gebäude steht unter Denkmalschutz.